# Gordon-Keeble
Gordon-Keeble – dawne brytyjskie przedsiębiorstwo montujące jeden model dużego, luksusowego sportowego coupé. Istniało w latach 1963 - 1967.
Bazowano na modelu Peerless GT wytwarzanego przez poprzednią spółkę Johna Gordona - Peerless Cars Limited. Używano mocnych amerykańskich silników Buick 3,5 litra oraz Chevrolet 4,6 litra V8. Podwozie składano w Anglii, a nadwozie we włoskich zakładach Bertone i zaprojektowane zostało przez Giorgetto Giugiaro. Zamierzano w ten sposób wkroczyć na rynek ekstrawaganckich sportowych, luksusowych aut. Testowano nadwozia z włókna szklanego wytwarzane przez zakłady Williams & Pritchard. Auta nazywano "Gordon GT" albo po prostu "Gordon". W logo firmy znalazł się stylizowany wizerunek żółwia.
Po upadku firmy jej aktywa zostały przejęte w 1965 roku przez dwóch wspólników Harolda Smitha oraz Geoffrey`a Westa pod nazwą Keeble Cars Ltd. Reaktywacja produkcji zakończyła się fiaskiem  po niecałych dwóch latach. Szacowano, że łącznie zbudowano około 100 sztuk modelu GT. Klub miłośników tych aut (Gordon-Keeble Owners' Club) obliczał, iż na początku XXI wieku około 90 sztuk znajdowało się w użytku.
Po zamknięciu produkcji konstrukcja modelu GT została kupiona przez Amerykanina Johna de Bruyne`a. W 1968 roku zaprezentował on na New York Motor Show dwa prototypy samochodu pod nazwą De Bruyne, ale nie weszły one do produkcji.

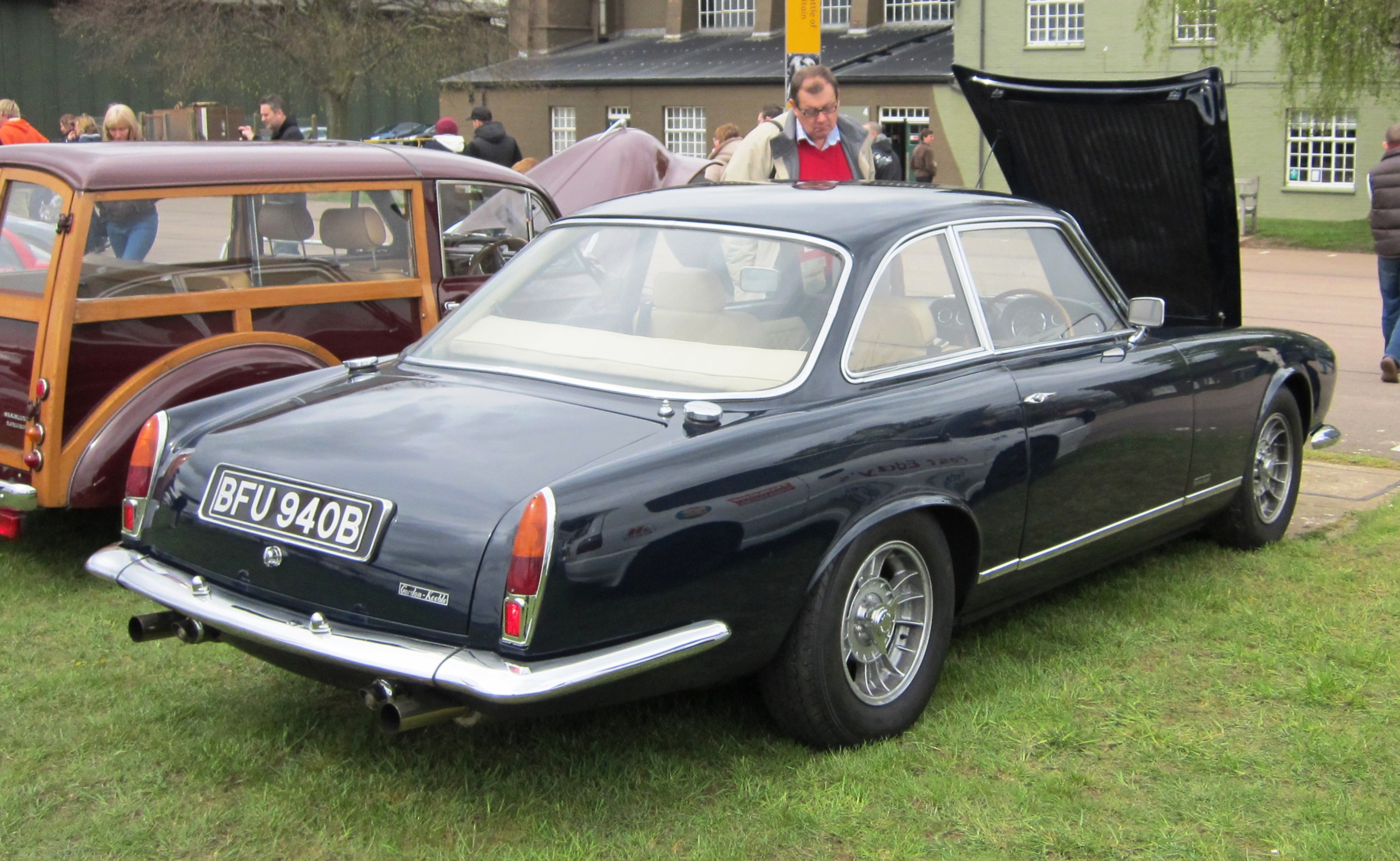
Gordon-Keeble
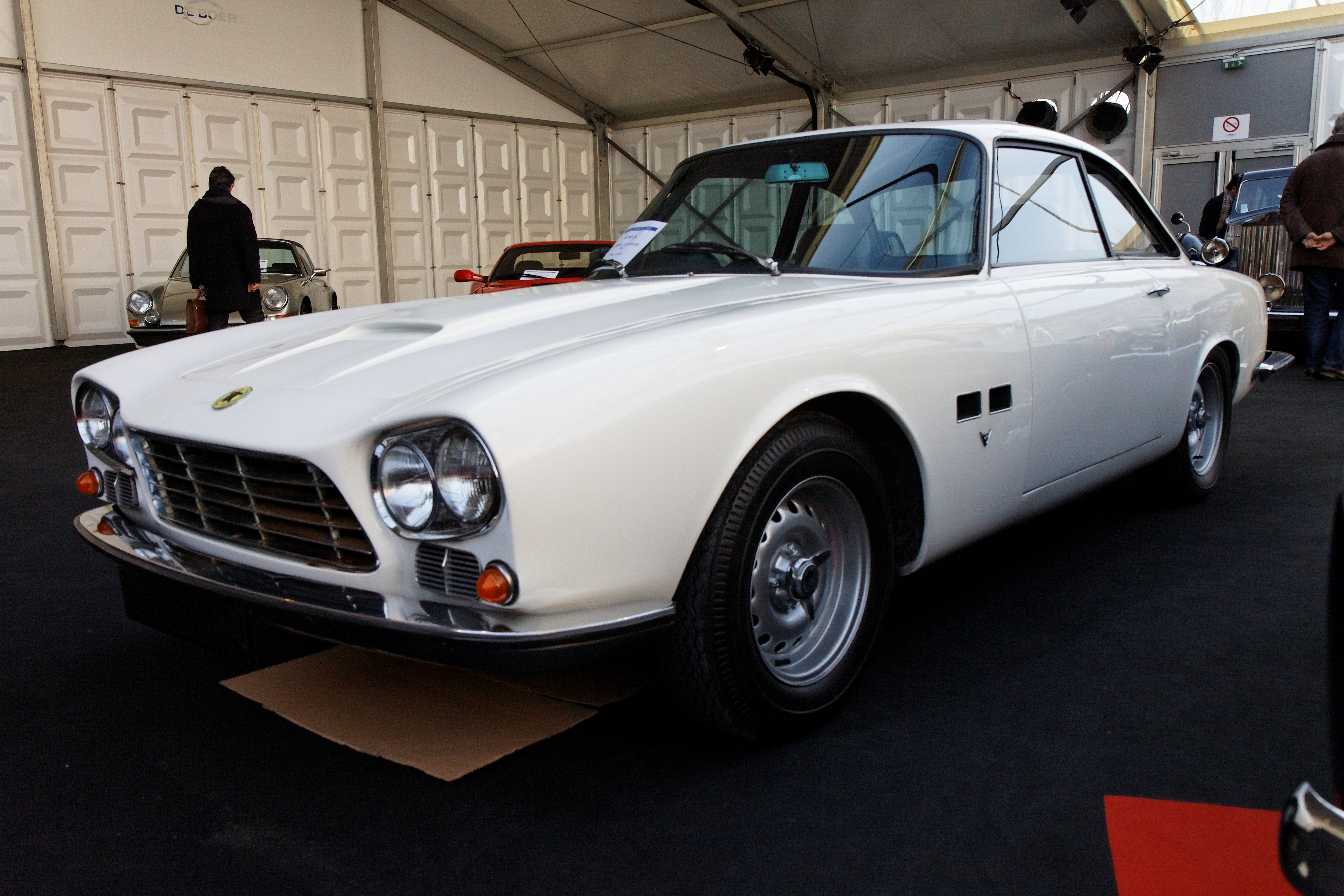
Gordon-Keeble